# Techno Fan
(Techno Fan - The Wombats)
Techno Fan è una canzone alternative rock del gruppo britannico The Wombats ed il quarto singolo estratto dal loro quarto album "studio" The Wombats Proudly Present: This Modern Glitch. Il singolo è stato pubblicato il 5 giugno 2011 nel Regno Unito per il download digitale su iTunes. Il singolo include tre B-sides: Avalanche, Trampolining e Shock Goodbyes and P45's.

## Tracce
1. Techno Fan – 3:59
2. Avalanche – 4:01
3. Trampolining – 3:36
4. Shock Goodbyes and P45's – 4:27

## Formazione
Al momento della registrazione del singolo la band era composta come segue:
- Mattew Murphy - voce, chitarra e tastiere
- Dan Haggis - batteria
- Tord Øverland-Knudsen - basso

## Il video
Il video prodotto per Techno fan è stato pubblicato sul canale YouTube ufficiale della band il 19 aprile 2011. Il video è stato trasmesso da varie emittenti come Virgin Radio TV.

## Il successo
Il singolo è rimasto per tre settimane consecutive nella Official Singles Chart. Ha debuttato alla centesima posizione l'11 giugno 2011 ed ha raggiunto la settimana successiva il miglior piazzamento alla sessantesima posizione.
La canzone non è entrata in classifica in nessun'altra classifica.

## Cover
Dal brano sono state prodotti vari remix, come quelli di Diplo e di Afrojack.

## Classifiche

### Classifica italiana
Techno Fan non è entrata tra le 20 canzoni più vendute settimanalmente in Italia.

### Classifiche internazionali
| Classifica (2011)                        | Posizione più alta |
| ---------------------------------------- | ------------------ |
| UK Singles (The Official Charts Company) | 60                 |